# Жамбил (Аязхана Калибекова сільський округ)
Жамби́л (каз. Жамбыл) — село у складі Мактааральського району Туркестанської області Казахстану. Входить до складу сільського округу Аязхана Калибекова.
У радянські часи село називалось Джамбул.
Населення — 811 осіб (2021; 800 у 2009, 696 у 1999, 621 у 1989).